# Naab (artiste)
Cet article concerne l'artiste de musique électronique. Pour le fleuve bavarois, voir Naab (fleuve).
Naab est un artiste de musique électronique français né en 1973.
Naab propose une musique originale mélangeant Electro, Drum and bass Funk, Jungle, Breakbeat, World.

## Parcours
Né de parents berbères marocains exilés en France, et originaire de Brest, Naab est en premier lieu issu de la culture hip hop. Il commence dans les années 1990 par consommer son art de tchacheur dans Hee Soon, un groupe de rap excentrique, avant de s'intéresser de plus près à la composition. Très rapidement il devient un des principaux acteurs de la scène brestoise, impulsant une dynamique locale autour de l’organisation de concerts et la coopération avec d'autres groupes. En 1999 sort sur le célèbre label Island Records L'Etranger, son premier maxi, avec la chanteuse britannique  Roya Arab du groupe Archive.
Il participera ensuite en tant que MC au collectif Attila Project avec Dj Sweed, Dj Carlito, Dj Alea, accompagné sur scène par les Vj Playmo ou Kino'X. Ce sound system jungle et breakbeat, abrasif et dynamique, parcourra les scènes et les dancefloors de l'hexagone, des Transmusicales de Rennes au premières soirées « I Love Jungle » à Paris.

## Salam Haleikoum- 2002
En mars 2002, Naab est la première signature du tout nouveau label « Bloom Records ». Il produit ainsi le premier album d'une trilogie annoncée, Salam Haleikoum, avec entre autres le chanteur Sofiane Saidi, le joueur de tablas Jérôme Kérihuel.
Des Djs comme Rob da Bank, Plump DJs, ou encore Gilles Peterson s'emparent immédiatement des titres. Réalisé en grande partie au Maroc, les morceaux composaient une carte postale brûlante d'un Maroc s'ouvrant au monde moderne dans un esprit de fête et de fraternité, frottant la culture berbère aux sonorités actuelles, mélangeant savamment le trip hop, l'acid-jazz dans  une jungle orientale. La tournée qui suivit s'est déroulée successivement en France, Espagne, Grande-Bretagne, Allemagne, Norvège, Pays-Bas, Belgique, Australie et Palestine.

## Democrisis- 2008/2009
Après une édition limitée en 2008 parue essentiellement en Bretagne, la sortie nationale du 2e album de Naab est annoncée chez Anticraft le 30 mars 2009.
Ce deuxième opus, Democrisis, est cette fois nettement plus urbain tout en gardant le même cap. La voie sculpturale de la chanteuse américaine Emma-Louise Yohanan et la guitare déjantée de Lionel Mauguen portent le son électro vers des accents plus funky (Arabian Nite, ou Baby had a dog life) et parfois plus rock (Rock it ou God is love). Naab y expose cette fois une vision éclairée et universelle d'un monde en mutation (Le baptême des Chacals), marqué d'un constat amer sur la situation internationale (Democrisis), l'avenir de plus en plus compromis de notre société moderne. Mais ce disque n'est pas un pamphlet politique, juste la parole d'un citoyen.
Sur scène, Naab s'impose en charismatique et énergique "front man", moitié chaman, moitié show-man. Il se dit "à la recherche de la transe". Son timbre et son flow unique est porté cette fois par 3 musiciens qui l'accompagnent. Ils ont fait fin 2008 l'ouverture de la tournée française d'Asian Dub Fondation.

## Membres
- Naab - chant
- Jean-Baptiste Ferre - claviers
- Grégoire Florent – batterie
- Xavier Lugué – basse-contrebasse